# Vark

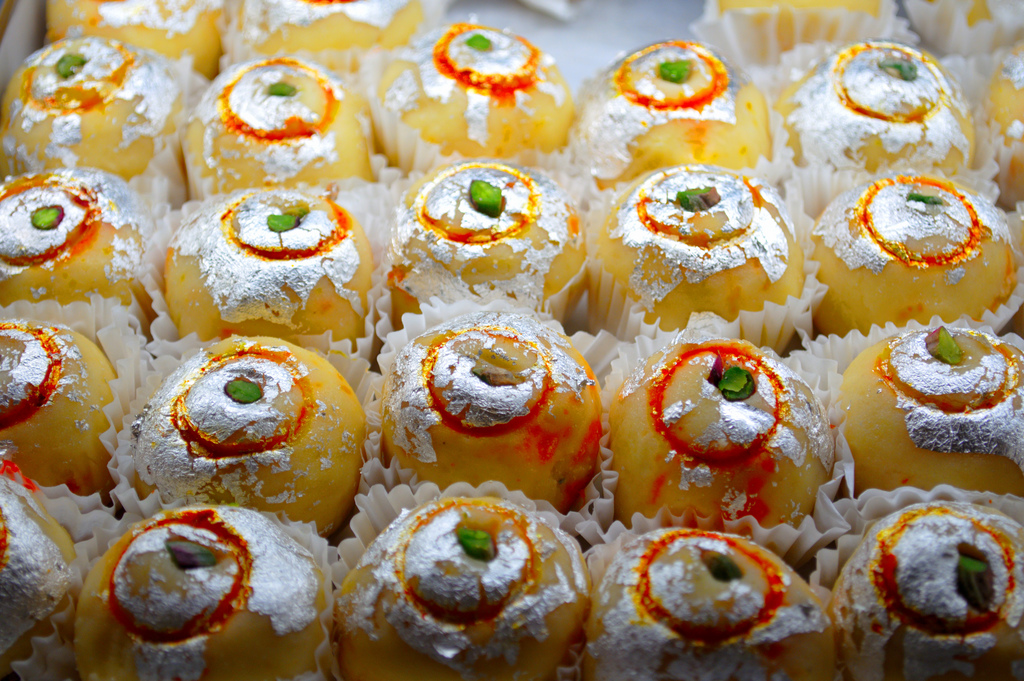
Dulces indios guarnecidos con vark.

El vark, varak o varakh (hindi: वरख) es un pan de plata muy pura que se usa para guarnecer dulces indios. La plata es comestible pero insípida. Su ingesta en grandes cantidades puede provocar argiria, pero el uso de varakh no se considera perjudicial, al ser minúsculas las cantidades empleadas. Sin embargo esto es solo cierto si la hoja metálica contiene solo plata de alta pureza. Un estudio encontró que cerca del 10% de las láminas presentes en el mercado indio estaban hechas de aluminio. De los panes probados, el 46% de las muestras tenían la pureza deseada del 99,9% de plata, mientras el 54% restante era de peor calidad, conteniendo incluso cadmio tóxico.
El vark se hace golpeando plata hasta obtener una lámina de unos pocos micrómetros de grosor, apoyada en una hoja de papel, que debe retirarse antes de usarla. Es extremadamente frágil y se rompe en trozos pequeños al tocarlo. Las hojas de vark se ponen encima o se enrollan sobre dulces indios hechos de dátiles, frutos secos y diversa fruta y verdura.
Los activistas vegetarianos afirman que el vark se golpea entre grasa o cuero animal y por tanto es un producto no vegetariano. Sin embargo, hay ciertas opciones vegetarianas de vark disponibles en el mercado.